# Viktor Kästner
Viktor Kästner (* 30. Dezember 1826 in Kerz; † 29. August 1857 in Hermannstadt) war ein sächsischer Mundartdichter Siebenbürgens.

## Leben
Viktor Kästner war der Sohn des Pfarrers Daniel Kästner (1790–1867) und der Josefine Elisabeth Kästner, geborene Heinrich (1801–1872). Er wurde als drittes von sechs Kindern am 30. Dezember 1826 in Kerz geboren.
Seine Kindheit und Jugend verbrachte Kästner auf dem Pfarrhof in Kerz. 1845 bis 1847 studierte er an der Hermannstädter Rechtsfakultät. Seine Beamtenlaufbahn führte ihn u. a. nach Broos, bis er sich endgültig in Hermannstadt niederließ und eine Familie gründete. Eines seiner beliebtesten und bekanntesten Gedichte ist die Mär „Vum bisen Hanz“, in welchem „derber Volkshumor glücklichen und treffenden Ausdruck findet“ (Adolf Schullerus).
Erstmals erschienen sind Kästners siebenbürgisch-sächsische Gedichte, vom Vater geordnet, im Jahr 1862 bei Steinhäußer in Hermannstadt unter dem Titel: „Gedichte in siebenbürgisch-sächsischer Mundart, nebst freier metrischer Uebersetzung in das Hochdeutsche von Victor Kästner“. Eine neue Ausgabe mit einem ausführlichen Vorwort wurde 1895 von Adolf Schullerus besorgt, von der 1926 ein „Neudruck“ bei W. Krafft in Hermannstadt erschien. 1929 besorgte Martin Kutschis eine Sammlung vertonter Kästner-Gedichte, von denen wohl nur noch „De Brockt um Ald (Um Ald, um Ald, um giele Rin …)“ gesungen wird.

## Werke
- Gedichte in siebenbürgisch-sächsischer Mundart, nebst freier metrischer Uebersetzung in das Hochdeutsche von Victor Kästner. Druck und Verlag von Theodor Steinhaußen, Hermannstadt, 1862
  - Gedichte in siebenbürgisch-sächsischer Mundart. Von Viktor Kästner. 2. Auflage, Druck und Verlag von W. Krafft, Hermannstadt, 1895